# Fläckvallmo
Fläckvallmo (Papaver commutatum) är en vallmoväxtart som beskrevs av Fisch. och Carl Anton von Meyer. Enligt Catalogue of Life ingår Fläckvallmo i släktet vallmor och familjen vallmoväxter, men enligt Dyntaxa är tillhörigheten istället släktet vallmor och familjen vallmoväxter. Arten förekommer tillfälligt i Sverige, men reproducerar sig inte.

## Underarter
Arten delas in i följande underarter:
- P. c. commutatum
- P. c. euxinum

## Bildgalleri

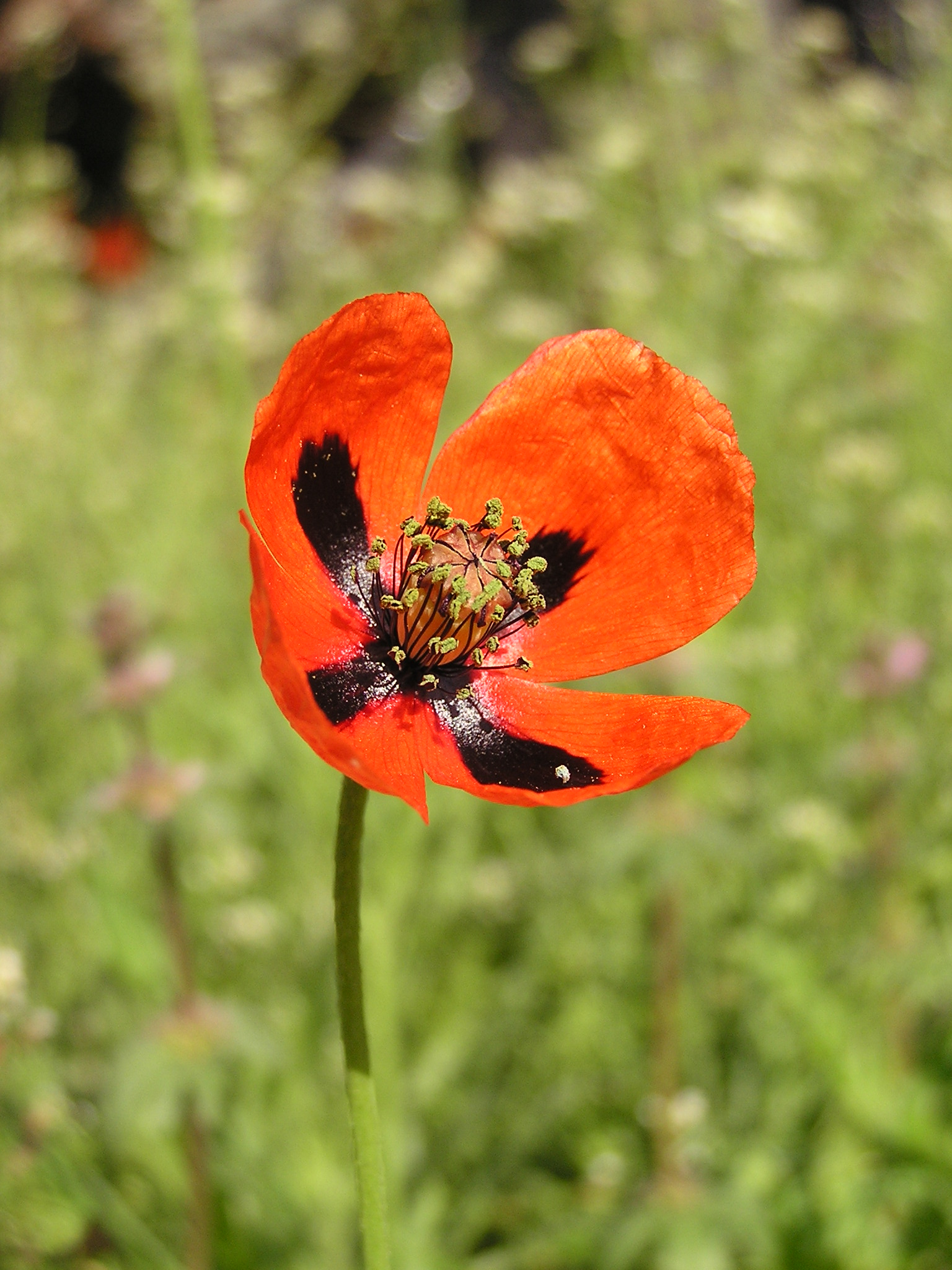
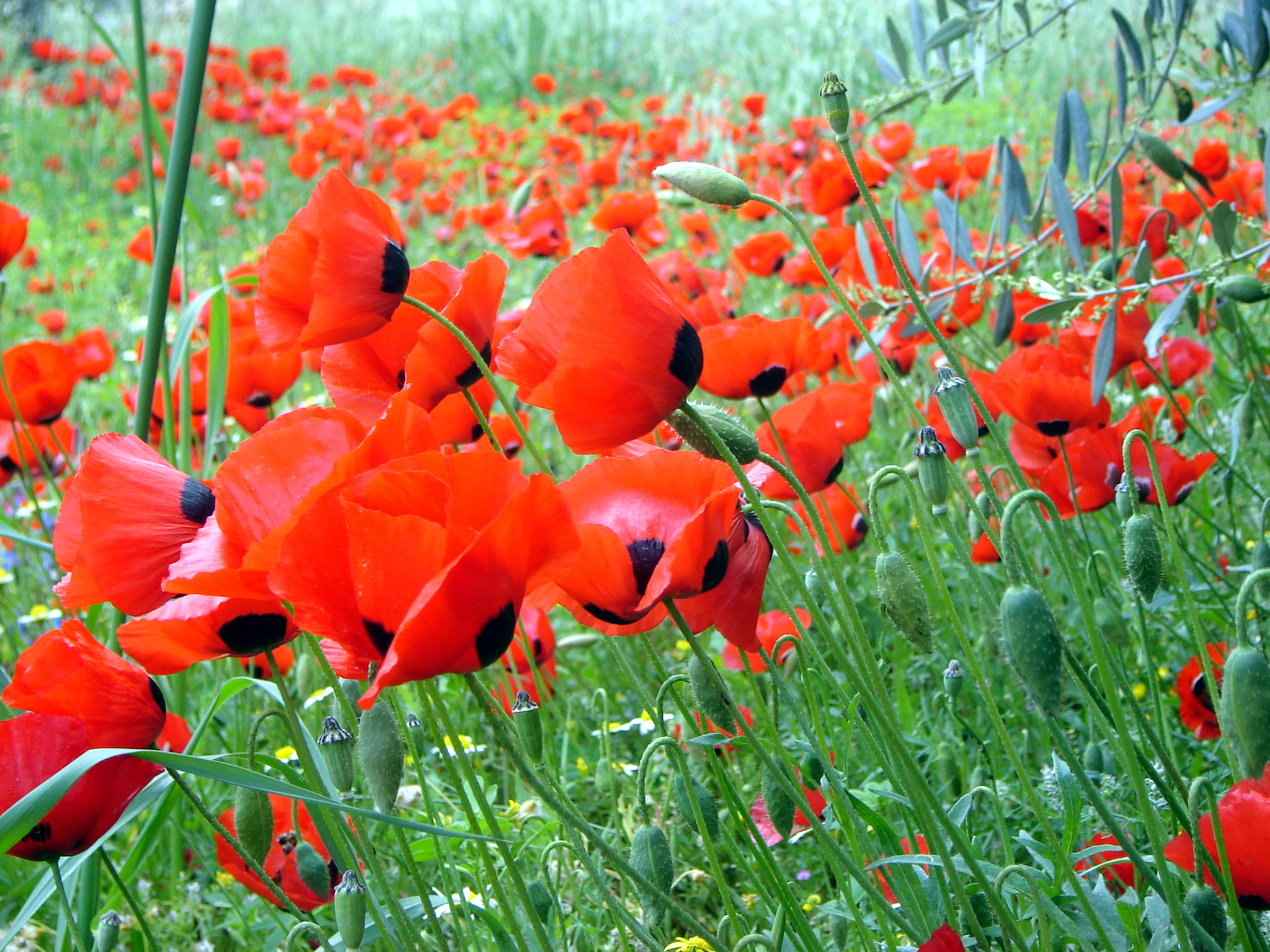
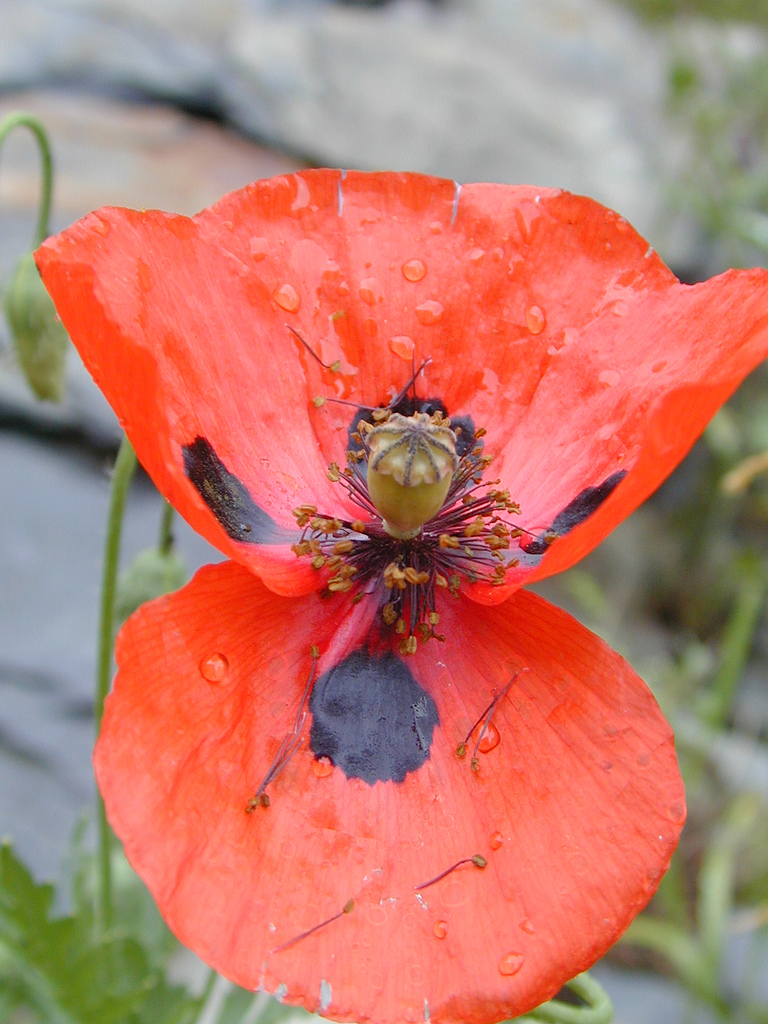
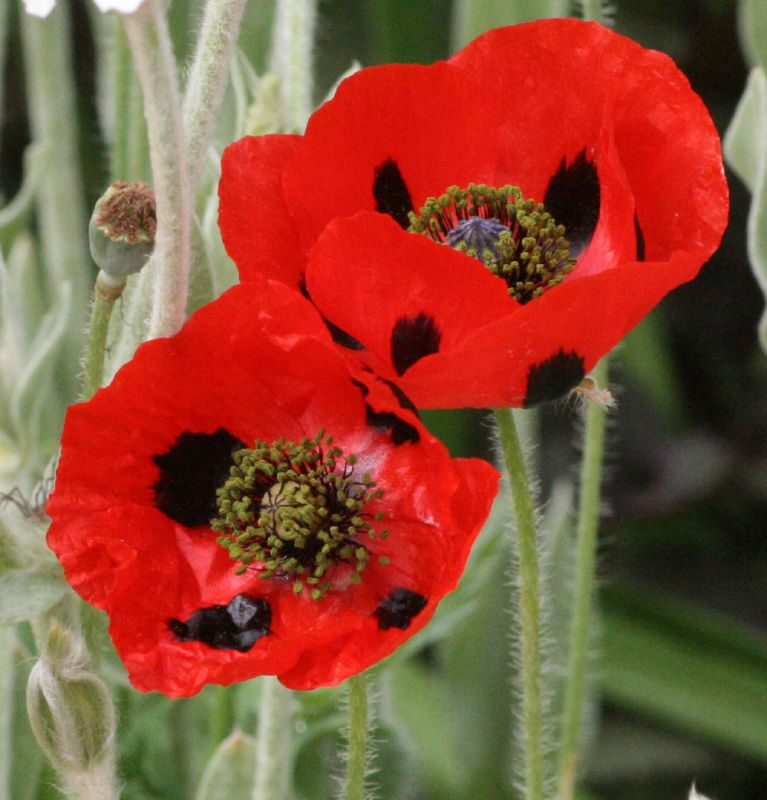
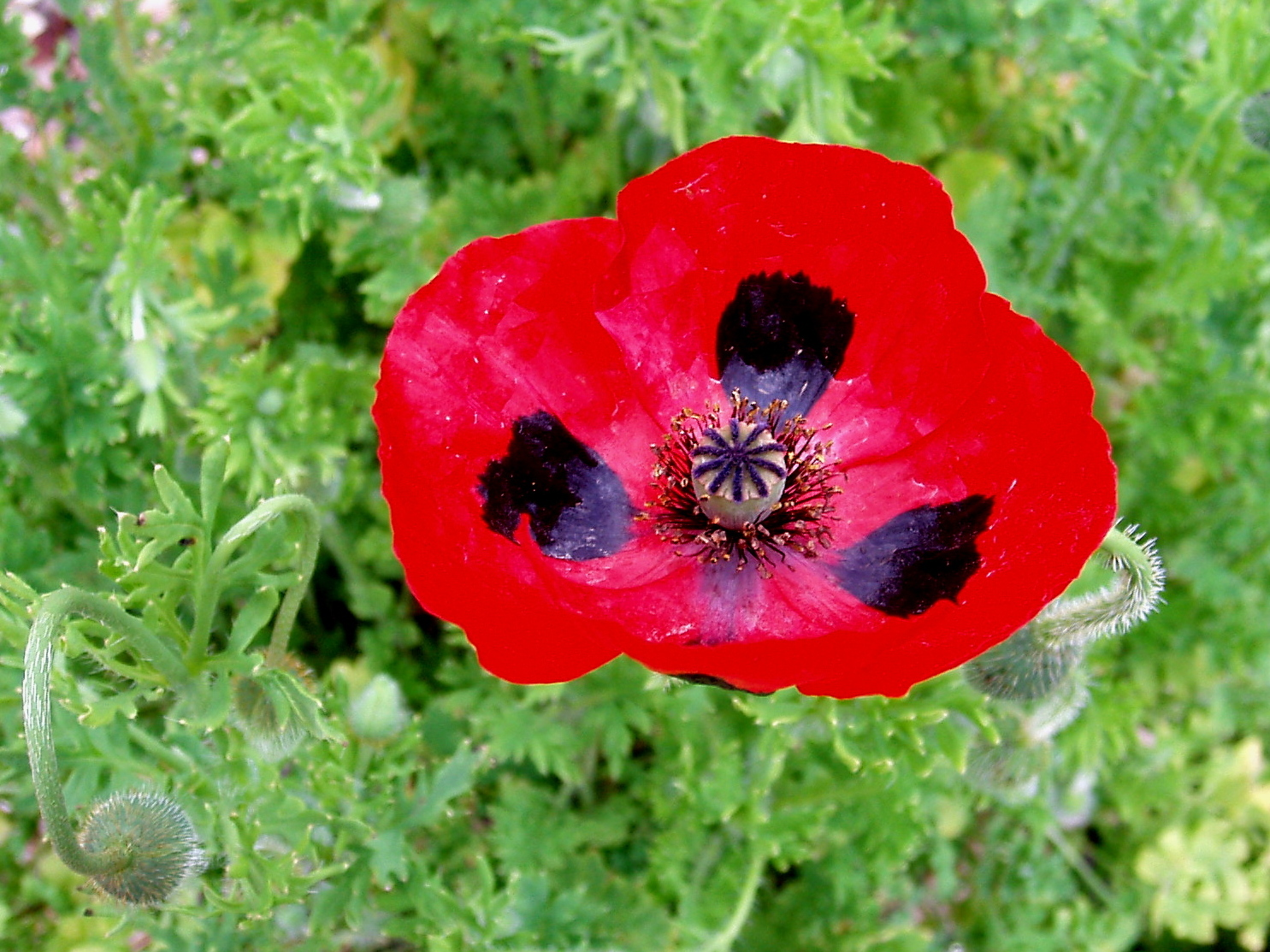
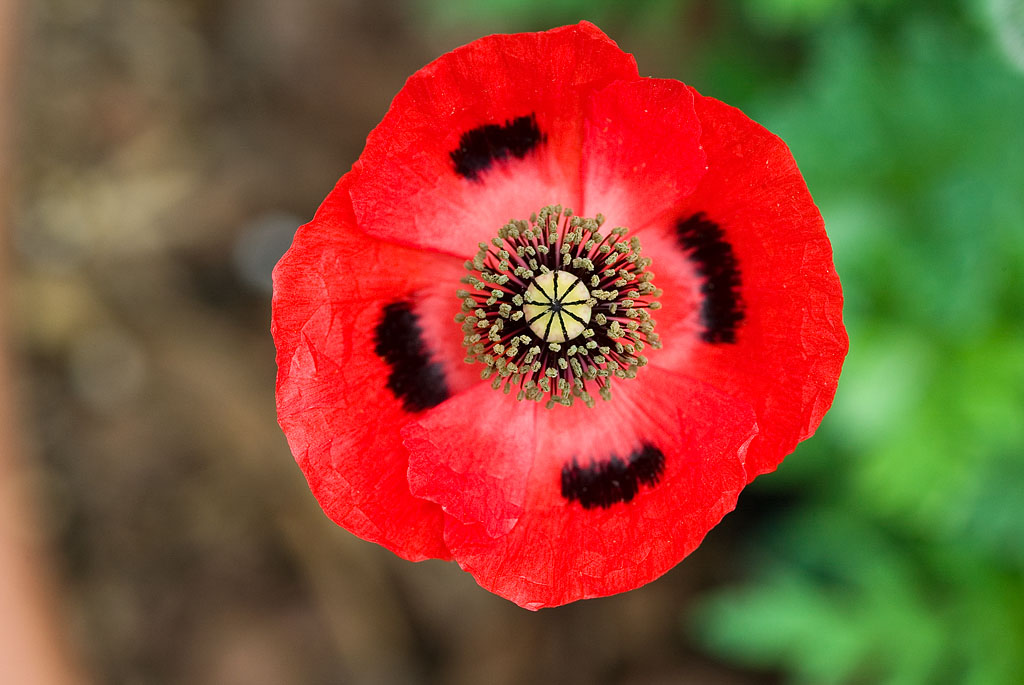